# Quézac (Cantal)
Pour les articles homonymes, voir Quézac.
Quézac est une commune française située dans le département du Cantal, en région Auvergne-Rhône-Alpes.

## Géographie

### Situation
La commune, située dans le sud-ouest du département, est limitrophe du département du Lot.

### Communes limitrophes
Les communes limitrophes sont Maurs, Saint-Étienne-de-Maurs, Saint-Julien-de-Toursac, Lauresses, Saint-Cirgues et Saint-Hilaire.
| Saint-Hilaire (Lot) |        | Saint-Julien-de-Toursac |
| Lauresses (Lot)     | Quézac |                         |
| Saint-Cirgues (Lot) | Maurs  | Saint-Étienne-de-Maurs  |

### Climat
Pour des articles plus généraux, voir Climat d'Auvergne-Rhône-Alpes et Climat du Cantal.
En 2010, le climat de la commune est de type climat océanique altéré, selon une étude du CNRS s'appuyant sur une série de données couvrant la période 1971-2000. En 2020, Météo-France publie une typologie des climats de la France métropolitaine dans laquelle la commune est exposée à un climat de montagne ou de marges de montagne et est dans la région climatique Ouest et nord-ouest du Massif Central, caractérisée par une pluviométrie annuelle de 900 à 1 500 mm, maximale en automne et en hiver.
Pour la période 1971-2000, la température annuelle moyenne est de 11,8 °C, avec une amplitude thermique annuelle de 15,2 °C. Le cumul annuel moyen de précipitations est de 1 244 mm, avec 12,2 jours de précipitations en janvier et 7,4 jours en juillet. Pour la période 1991-2020, la température moyenne annuelle observée sur la station météorologique de Météo-France la plus proche, sur la commune de Maurs à 4 km à vol d'oiseau, est de 12,1 °C et le cumul annuel moyen de précipitations est de 1 157,8 mm,. Pour l'avenir, les paramètres climatiques de la commune estimés pour 2050 selon différents scénarios d'émission de gaz à effet de serre sont consultables sur un site dédié publié par Météo-France en novembre 2022.

## Urbanisme

### Typologie
Au 1er janvier 2024, Quézac est catégorisée commune rurale à habitat très dispersé, selon la nouvelle grille communale de densité à 7 niveaux définie par l'Insee en 2022.
Elle est située hors unité urbaine et hors attraction des villes,.

### Occupation des sols
L'occupation des sols de la commune, telle qu'elle ressort de la base de données européenne d’occupation biophysique des sols Corine Land Cover (CLC), est marquée par l'importance des territoires agricoles (69,3 % en 2018), en augmentation par rapport à 1990 (65,6 %). La répartition détaillée en 2018 est la suivante : 
zones agricoles hétérogènes (62,5 %), forêts (30,7 %), terres arables (3,6 %), prairies (3,2 %). L'évolution de l’occupation des sols de la commune et de ses infrastructures peut être observée sur les différentes représentations cartographiques du territoire : la carte de Cassini (XVIIIe siècle), la carte d'état-major (1820-1866) et les cartes ou photos aériennes de l'IGN pour la période actuelle (1950 à aujourd'hui).

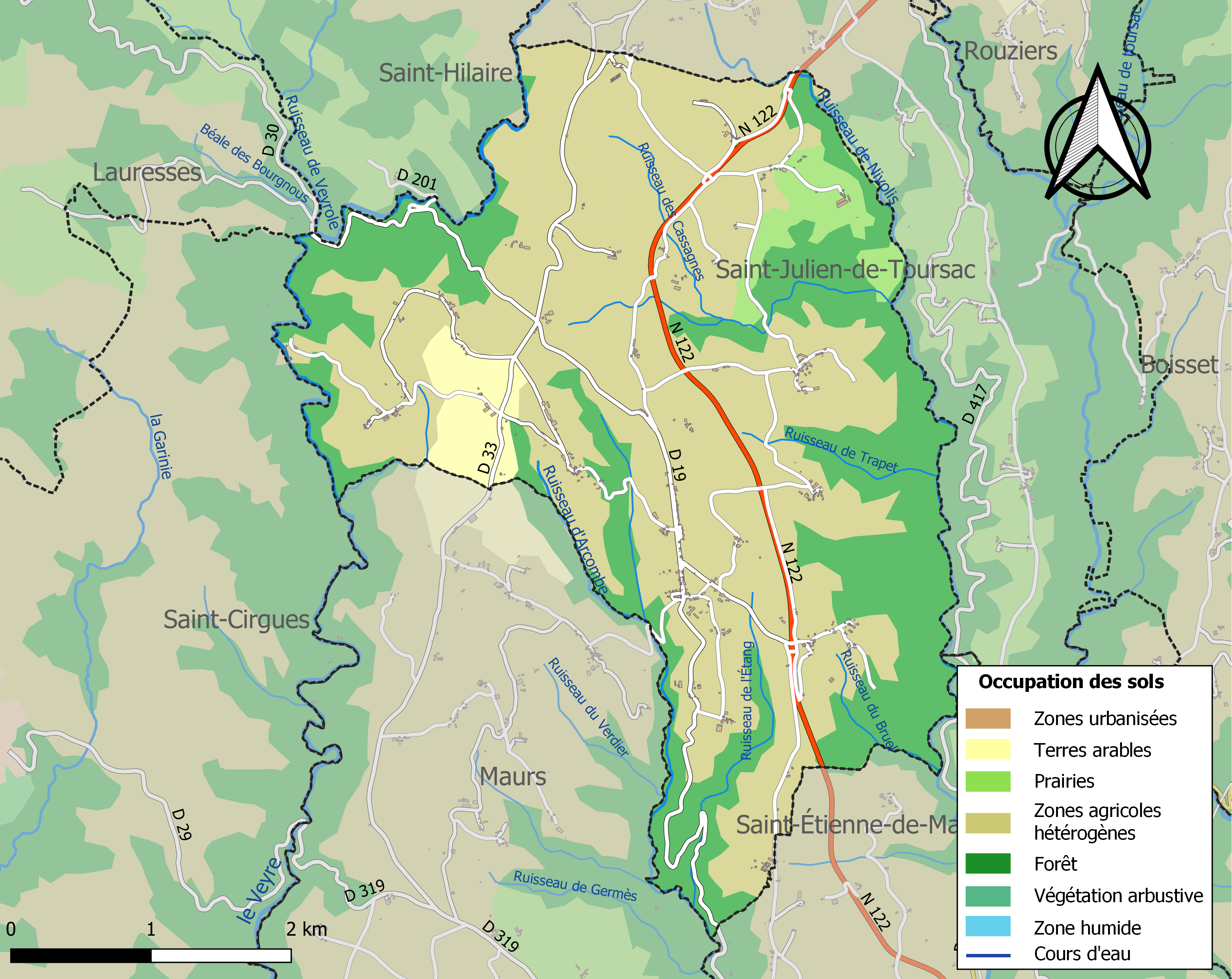
Carte des infrastructures et de l'occupation des sols de la commune en 2018 (CLC).

### Habitat et logement
En 2018, le nombre total de logements dans la commune était de 185, alors qu'il était de 176 en 2013 et de 162 en 2008.
Parmi ces logements, 75,8 % étaient des résidences principales, 19,3 % des résidences secondaires et 5 % des logements vacants. Ces logements étaient pour 92,3 % d'entre eux des maisons individuelles et pour 7,7 % des appartements.
Le tableau ci-dessous présente la typologie des logements à Quézac en 2018 en comparaison avec celle du Cantal et de la France entière. Une caractéristique marquante du parc de logements est ainsi une proportion de résidences secondaires et logements occasionnels (19,3 %) inférieure à celle du département (20,4 %) mais supérieure à celle de la France entière (9,7 %). Concernant le statut d'occupation de ces logements, 78,7 % des habitants de la commune sont propriétaires de leur logement (83,6 % en 2013), contre 70,4 % pour le Cantal et 57,5 pour la France entière.
| Typologie                                               | Quézac | Cantal | France entière |
| ------------------------------------------------------- | ------ | ------ | -------------- |
| Résidences principales (en %)                           | 75,8   | 67,7   | 82,1           |
| Résidences secondaires et logements occasionnels (en %) | 19,3   | 20,4   | 9,7            |
| Logements vacants (en %)                                | 5      | 11,9   | 8,2            |

## Histoire
Au Xe siècle, elle est le siège d'une abbaye bénédictine. Un sanctuaire s'y développe à partir du XIIIe siècle.

## Politique et administration
| Période                                  | Période                       | Identité        | Étiquette | Qualité         |
| ---------------------------------------- | ----------------------------- | --------------- | --------- | --------------- |
| Les données manquantes sont à compléter. |                               |                 |           |                 |
| 1986                                     | mars 2008                     | Antoine Gimenez | DVG       |                 |
| mars 2008                                | mars 2014                     | Christian Gales |           |                 |
| mars 2014                                | En cours (au 14 juillet 2020) | Antoine Gimenez | DVG       | Cadre supérieur |

## Population et société

### Démographie

#### Évolution démographique
L'évolution du nombre d'habitants est connue à travers les recensements de la population effectués dans la commune depuis 1793. Pour les communes de moins de 10 000 habitants, une enquête de recensement portant sur toute la population est réalisée tous les cinq ans, les populations de référence des années intermédiaires étant quant à elles estimées par interpolation ou extrapolation. Pour la commune, le premier recensement exhaustif entrant dans le cadre du nouveau dispositif a été réalisé en 2007.

En 2022, la commune comptait 347 habitants, en évolution de +5,79 % par rapport à 2016 (Cantal : −1,08 %, France hors Mayotte : +2,11 %).
| 1793 | 1800 | 1806 | 1821 | 1831 | 1836 | 1841 | 1846 | 1851 |
| ---- | ---- | ---- | ---- | ---- | ---- | ---- | ---- | ---- |
| 623  | 625  | 513  | 528  | 529  | 533  | 603  | 562  | 512  |

| 1856 | 1861 | 1866 | 1872 | 1876 | 1881 | 1886 | 1891 | 1896 |
| ---- | ---- | ---- | ---- | ---- | ---- | ---- | ---- | ---- |
| 541  | 547  | 543  | 569  | 573  | 608  | 625  | 610  | 609  |

| 1901 | 1906 | 1911 | 1921 | 1926 | 1931 | 1936 | 1946 | 1954 |
| ---- | ---- | ---- | ---- | ---- | ---- | ---- | ---- | ---- |
| 610  | 617  | 610  | 524  | 509  | 523  | 542  | 502  | 420  |

| 1962 | 1968 | 1975 | 1982 | 1990 | 1999 | 2006 | 2007 | 2012 |
| ---- | ---- | ---- | ---- | ---- | ---- | ---- | ---- | ---- |
| 430  | 411  | 430  | 384  | 350  | 323  | 332  | 333  | 312  |

| 2017 | 2022 | - | - | - | - | - | - | - |
| ---- | ---- | - | - | - | - | - | - | - |
| 339  | 347  | - | - | - | - | - | - | - |

#### Pyramide des âges
La population de la commune est plus jeune que celle du département. En 2019, le taux de personnes d'un âge inférieur à 30 ans s'élève à 30,5 %, soit un taux supérieur à la moyenne départementale (26,9 %). Le taux de personnes d'un âge supérieur à 60 ans (30,5 %) est inférieur au taux départemental (35,6 %).
En 2019, la commune comptait 166 hommes pour 185 femmes, soit un taux de 52,7 % de femmes, supérieur au taux départemental (51,15 %).
Les pyramides des âges de la commune et du département s'établissent comme suit :
| Hommes | Classe d’âge | Femmes |
| ------ | ------------ | ------ |
| 2,4    | 90 ou +      | 1,6    |
| 10,9   | 75-89 ans    | 13,4   |
| 19,4   | 60-74 ans    | 13,5   |
| 18,0   | 45-59 ans    | 19,2   |
| 20,3   | 30-44 ans    | 20,4   |
| 10,0   | 15-29 ans    | 12,1   |
| 19,0   | 0-14 ans     | 19,8   |

| Hommes | Classe d’âge | Femmes |
| ------ | ------------ | ------ |
| 1,2    | 90 ou +      | 3,1    |
| 10,1   | 75-89 ans    | 13,5   |
| 22,9   | 60-74 ans    | 22,6   |
| 21,8   | 45-59 ans    | 20,5   |
| 16,1   | 30-44 ans    | 15,2   |
| 13,8   | 15-29 ans    | 11,9   |
| 14,2   | 0-14 ans     | 13,3   |

## Culture locale et patrimoine

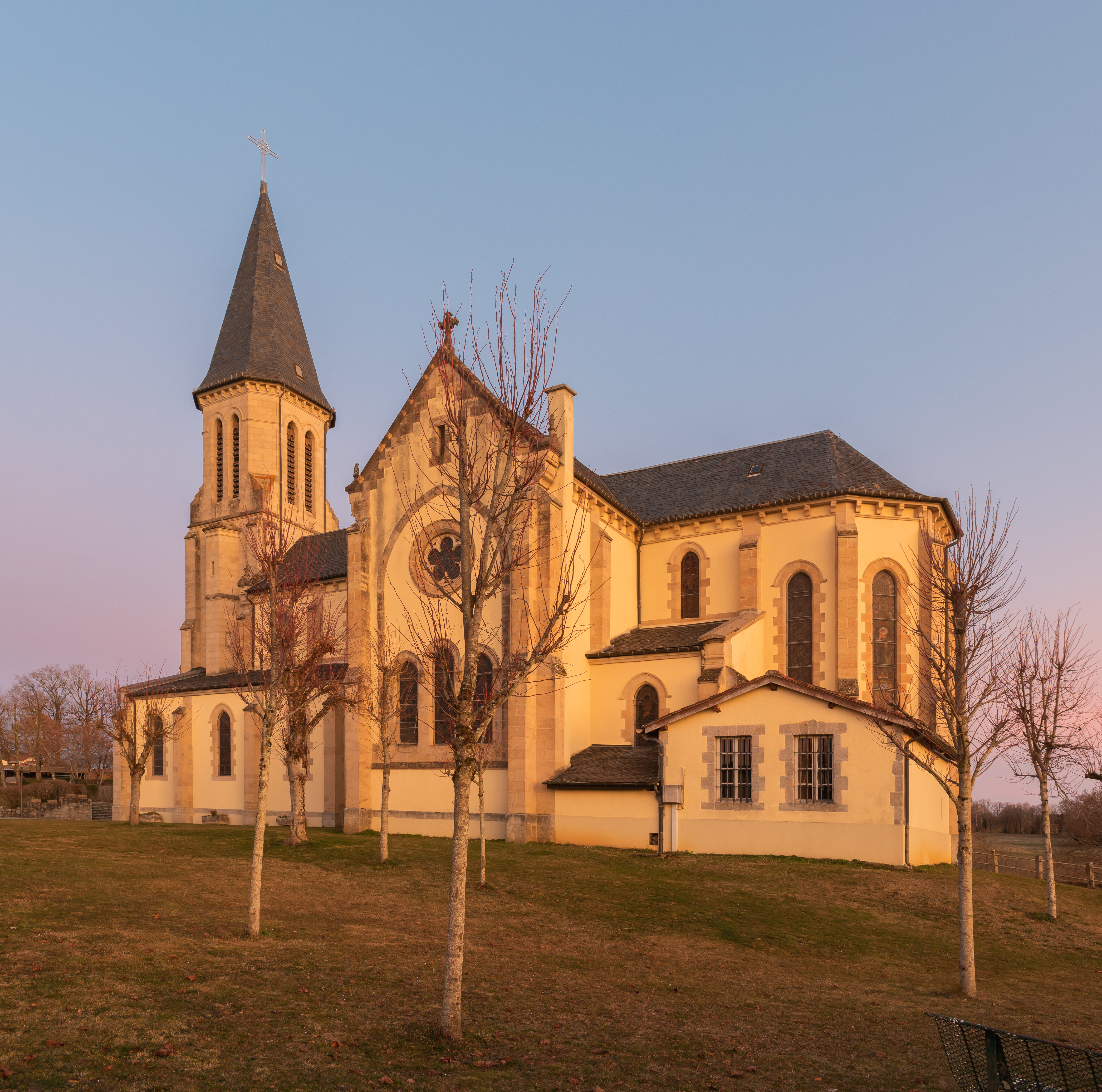
Église Notre-Dame-de-Quézac.

### Lieux et monuments
- Église Notre-Dame-de-Quézac. Décorée en 1925, elle abrite un autel de la Vierge en bois doré du XVIIIe siècle.

### Personnalités liées à la commune
- Jean Ningres (1878-1964), peintre de l'église.